# Racekiela pictovensis
Racekiela pictovensis är en svampdjursart som först beskrevs av Thomas Henry Potts 1885.  Racekiela pictovensis ingår i släktet Racekiela och familjen Spongillidae. Inga underarter finns listade i Catalogue of Life.